# ويليام باول (سياسي)
ويليام باول (بالإنجليزية: William Paul)‏ هو فلاح وسياسي نيوزلندي، ولد في 1875، وتوفي في 1942. حزبياً، نشط في حزب العمال النيوزيلندي.